# Charles de France (1392-1401)
Pour les articles homonymes, voir Charles de France.
Titres
Dauphin de Viennois
6 février 1392 – 13 janvier 1401
(8 ans, 11 mois et 7 jours)
Duc de Guyenne
6 février 1392 – 13 janvier 1401
(8 ans, 11 mois et 7 jours)
Charles de France, dauphin de Viennois et duc de Guyenne, né le 6 février 1392 à Paris et mort le 13 janvier 1401 à Vincennes, est un des fils du roi Charles VI de France et d'Isabeau de Bavière.

## Biographie
Charles est le deuxième fils et le cinquième enfant de Charles VI de France et de son épouse Isabeau de Bavière. Il voit le jour le 6 février 1392 à l'Hôtel Saint-Pol à Paris. Prénommé Charles en hommage à son père lors de son baptême en l'église Saint-Paul-Saint-Louis, il est le deuxième fils du couple royal à porter son prénom après son frère aîné Charles, né et mort en 1386. Titré dauphin de Viennois et duc de Guyenne dès sa naissance, Charles est appelé à succéder à son père sur le trône après sa mort. 
Contrairement à des rumeurs récurrentes accusant Isabeau de Bavière d'avoir négligé ses enfants, les historiens modernes démontrent en réalité qu'elle est restée proche de ces derniers pendant leur enfance, en particulier le dauphin qu'elle protège. Elle les fait voyager avec elle, et leur achète des présents et des textes de dévotion. Par ailleurs, dans le contexte d'une épidémie de peste qui éclate en juin 1399 à Paris, elle consent avec difficulté à se séparer de ses enfants pour les envoyer en sécurité loin de la capitale.
L'importance dynastique du dauphin surgit rapidement, car Charles VI est atteint quelques mois après sa naissance, le 5 août 1392, de sa première crise de démence en la forêt du Mans, qui l'écarte progressivement des affaires gouvernementales et le contraint à déléguer son pouvoir à un conseil de régence, auquel prend part Isabeau de Bavière. La popularité de l'enfant est grande, si bien que son impopulaire tante paternelle Valentine Visconti, duchesse d'Orléans, est accusée en septembre 1395 d'avoir tenté de l'empoisonner.
Le 9 juillet 1394, le duc Philippe II de Bourgogne, oncle de Charles VI, obtient de son neveu un accord prévoyant les fiançailles de sa petite-fille Marguerite avec le dauphin Charles. Cette future alliance matrimoniale a pour but de rapprocher la famille royale du clan bourguignon, dont les velléités de pouvoir au sein du conseil de régence sont accrues depuis les crises de folie récurrentes du roi. Après la conclusion formelle des fiançailles en janvier 1396, Marguerite de Bourgogne est désignée à la cour sous le titre de « madame la dauphine ».

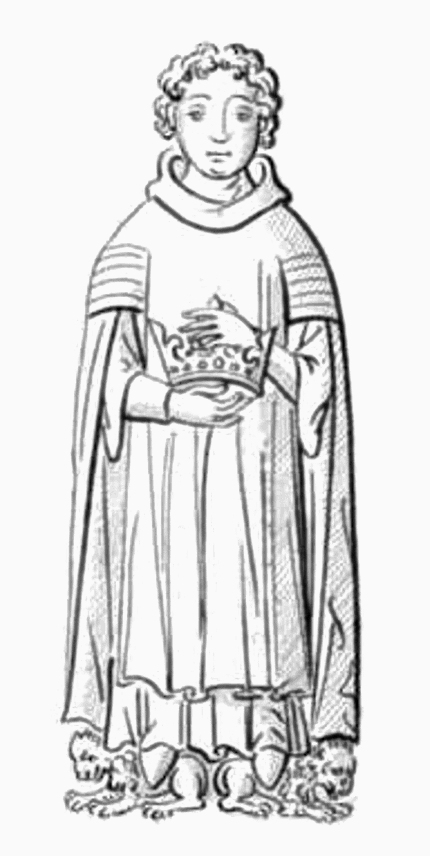
Dessin du gisant du dauphin Charles à la basilique de Saint-Denis

Toutefois, le dauphin Charles n'épousera jamais sa fiancée, ni ne montera sur le trône de France, puisqu'il meurt prématurément le 13 janvier 1401 au château de Vincennes, à l'âge de huit ans. Après sa mort, son corps est acheminé vers la basilique Saint-Denis, où il est inhumé en la nécropole royale auprès de son frère aîné Charles. Ses titres de dauphin de Viennois et de duc de Guyenne sont immédiatement repris par son frère cadet Louis, tandis que Marguerite de Bourgogne est fiancée à ce dernier le 4 mai 1403 et l'épouse le 31 août 1404.